# Jacques G. Ruelland
Pour les articles homonymes, voir Ruelland.
Jacques G. Ruelland est un historien, un philosophe et un professeur canadien[réf. nécessaire] né en 1948 à Spa, en Belgique,.

## Biographie
Jacques G. Ruelland émigre au Canada en 1969,. Il étudie la philosophie à Montréal et obtient trois masters (M.A. degrees) en philosophie, histoire et muséologie. Il obtient ensuite un doctorat en histoire des sciences.

### Enseignements et travaux
Il enseigne la philosophie au collège Édouard-Montpetit entre 1979 et 2010. Depuis 1988, il enseigne l'histoire et la muséologie à l'université de Montréal en tant qu'associate professor.
Spécialiste de George Orwell, il critique les pseudosciences, parmi lesquelles il place la sociobiologie appliquée aux êtres humains.
Historien des institutions savantes, il a écrit en 1995 une Histoire de la Société de philosophie de Montréal dont il a été le président (1986-1988).
Philosophe sceptique, il a aussi écrit l'histoire de la franc-maçonnerie au Canada.

### Franc-maçonnerie
Il fait partie de l'ordre maçonnique, étant depuis 1994 membre de la Respectable Loge Jean-T.-Désaguliers no 138 (Grande Loge du Québec), à l’Orient de Montréal. Il en est devenu le Vénérable Maître en 2001. Il est également membre fondateur et Grand Orateur de la Loge de Perfection Fleur de Lys, du Rite écossais ancien et accepté (Canada), dont il a le 32e degré, et membre du Comité des relations publiques de la Grande Loge du Québec.

## Publications (sélection)
Jacques G. Ruelland est l'auteur d'une quarantaine de livres, dont :
- 1988 : Orwell et 1984 : trois approches, Montréal, Éditions Bellarmin, 275 p. (avec Guy Bouchard et André Rocque)  (ISBN 289007675X)
- 1991 : De l'épistémologie à la politique : la philosophie de l'histoire de Karl R. Popper, Paris  Presses universitaires de France, 248 p.  (ISBN 2130432700)
- 1995 : Philosopher à Montréal. Histoire de la Société de philosophie de Montréal[3], Humanitas, 1995, 92 p.  (ISBN 2-89396-123-1)
- 2001 : L'Imprimeur des libertés : Fleury Mesplet, 1734-1794 (roman historique), Outremont, Québec, Éditions Point de fuite, 389 p. (avec Jean-Paul de Lagrave) (ISBN 289553019X)
- 2002 : La Pierre angulaire : histoire de la franc-maçonnerie régulière au Québec, Outremont, Québec, Éditions Point de fuite, 187 p.  (ISBN 289553022X)
- 2004 : L'Empire des gènes. Histoire de la sociobiologie, ENS Éditions, 2004, 328 p.

### Revue
- Revue d'histoire de l'Amérique française